# 洛佐瓦 (博霍杜希夫區)
50°8′43″N 35°34′1″E / 50.14528°N 35.56694°E
洛佐瓦（烏克蘭語：Лозова）是位於烏克蘭東部的村莊，由哈爾科夫州博霍杜希夫區的博霍杜希夫市鎮負責管轄。該村始建於1665年，面積0.89平方公里，海拔高度144米，2020年人口302，人口密度每平方公里443人。